# جوردن هاستينغز
جوردن هاستينغز هو موسيقي كندي، ولد في 15 مارس 1982 في هاميلتون في كندا.

## وصلات خارجية
- جوردن هاستينغز على موقع ميوزك برينز (الإنجليزية)
- جوردن هاستينغز على موقع ديسكوغز (الإنجليزية)